# Alicia Ogoms
Alicia Ogoms (ur. 2 kwietnia 1994 w Winnipeg) – kanadyjska siatkarka, grająca na pozycji środkowej, reprezentantka kraju.

## Sukcesy reprezentacyjne
Puchar Panamerykański:
- 2018

Mistrzostwa Ameryki Północnej, Środkowej i Karaibów:
- 2019, 2021, 2023[5]